# Modrook Gertrudy
Modrook Gertrudy (Pseudomugil gertrudae) – gatunek ryby aterynokształtnej z rodziny Pseudomugilidae. Jest najpopularniejszym gatunkiem z rodzaju Pseudomugil hodowanym w akwariach. Wyselekcjonowano kilka odmian barwnych.

## Zasięg występowania
Bagniste tereny Australii i Oceanii. Zasiedla małe strumienie i rozlewiska rzek, często o bagiennym siedlisku i gęstej roślinności.

## Charakterystyka
Ryba niewielkich rozmiarów, dorastająca do 4 cm. Ciało wydłużone. Wzdłuż ciała biegnie pręga. Charakterystyczne oko z modrą otoczką. Płetwy brzuszne osadzone dość wysoko. Na każdej z płetw czarne plamki. Zaznaczony dymorfizm płciowy. Samiec z dużymi płetwami brzuszną i grzbietową z pierwszymi rzędami kolców. Samica mniejsza i bledsza koloru jasnobrązowego.

## Warunki w akwarium
Optymalna wielkość akwarium dla tego gatunku to 40 l.

## Wymagania hodowlane
Modrooki są rybami nieagresywnymi i bardzo ruchliwymi. Niekiedy wyskakują nad powierzchnię wody. Z tego względu akwarium musi być przykryte.

## Rozmnażanie
W okresie rozrodu samce nieustannie prezentują swoje płetwy przed potencjalnymi partnerkami oraz konkurentami. Ikra składana jest do kryjówki. Wylęg jest zależny od temperatury wody i trwa od 10 do 15 dni. Rodzice nie zjadają jaj ani narybku.